# Islands damlandslag i fotboll
Islands damlandslag i fotboll representerar Island i fotboll på damsidan, och spelade sin första landskamp den 20 september 1981, och förlorade en träningslandskamp med 2–3 till Skottland i Kilmarnock. Man deltog i kvalspelet till Europamästerskapet 1984, och första segern togs i en träningslandskamp mot Schweiz i Dietikon, 3–2, den 19 augusti 1985.
Bästa resultat hittills är kvartsfinalspel i EM 2013, där laget förlorade mot Sverige. En annan stor framgång var andraplatsen i Algarve Cup 2011, där man förlorade mot USA med 2–4 i finalen.

## Spelare

### Nuvarande trupp
Följande spelare är uttagna till Europamästerskapet i fotboll för damer 2025.
| Nr | Pos. | Namn                         | Födelsedatum (ålder) | Matcher | Mål |               | Klubb             |
| -- | ---- | ---------------------------- | -------------------- | ------- | --- | ------------- | ----------------- |
| 1  | MV   | Cecilía Rán Rúnarsdóttir     | 26 juli 2003         | 17      | 0   | Italien       | Inter             |
|    | MV   | Telma Ívarsdóttir            | 30 mars 1999         | 12      | 0   | Skottland     | Rangers           |
| 13 | MV   | Fanney Birkisdóttir          | 17 mars 2005         | 8       | 0   | Sverige       | BK Häcken         |
|    |      |                              |                      |         |     |               |                   |
| 4  | F    | Glódís Perla Viggósdóttir    | 27 juni 1995         | 134     | 11  | Tyskland      | Bayern München    |
| 5  | F    | Sædís Rún Heiðarsdóttir      | 16 september 2004    | 17      | 0   | Norge         | Vålerenga         |
| 6  | F    | Ingibjörg Sigurðardóttir     | 7 oktober 1997       | 72      | 2   | Danmark       | Brøndby IF        |
| 11 | F    | Natasha Anasi                | 2 oktober 1991       | 8       | 1   | Island        | Valur             |
| 18 | F    | Guðrún Arnardóttir           | 29 juli 1995         | 49      | 1   | Sverige       | FC Rosengård      |
| 19 | F    | Áslaug Munda Gunnlaugsdóttir | 2 juni 2001          | 20      | 0   | Island        | Breiðablik        |
| 20 | F    | Guðný Árnadóttir             | 29 juli 2000         | 38      | 0   | Sverige       | Kristianstads DFF |
| 21 | F    | Hafrún Rakel Halldórsdóttir  | 1 oktober 2002       | 16      | 1   | Danmark       | Brøndby IF        |
|    |      |                              |                      |         |     |               |                   |
| 2  | MF   | Berglind Rós Ágústsdóttir    | 28 juli 1995         | 18      | 1   | Island        | Valur             |
| 7  | MF   | Karólína Lea Vilhjálmsdóttir | 8 augusti 2001       | 51      | 14  | Tyskland      | Bayer Leverkusen  |
| 8  | MF   | Alexandra Jóhannsdóttir      | 19 mars 2000         | 52      | 6   | Sverige       | Kristianstads DFF |
| 10 | MF   | Dagný Brynjarsdóttir         | 10 augusti 1991      | 116     | 38  | England       | West Ham United   |
| 15 | MF   | Katla Tryggvadóttir          | 5 maj 2005           | 5       | 0   | Sverige       | Kristianstads DFF |
| 16 | MF   | Hildur Antonsdóttir          | 18 september 1995    | 24      | 2   | Spanien       | Madrid CFF        |
| 17 | MF   | Agla María Albertsdóttir     | 5 augusti 1999       | 58      | 4   | Island        | Breiðablik        |
| 22 | MF   | Amanda Andradóttir           | 18 december 2003     | 23      | 2   | Nederländerna | Twente            |
|    |      |                              |                      |         |     |               |                   |
| 3  | A    | Sandra Jessen                | 18 januari 1995      | 51      | 6   | Island        | Þór/KA            |
| 9  | A    | Diljá Ýr Zomers              | 11 november 2001     | 16      | 2   | Belgien       | OH Leuven         |
| 14 | A    | Hlín Eiríksdóttir            | 12 juni 2000         | 47      | 6   | England       | Leicester City    |
| 23 | A    | Sveindís Jane Jónsdóttir     | 5 juni 2001          | 48      | 12  | USA           | Angel City        |